# Nestor (Vorname)
Nestor ist ein männlicher Vorname.

## Herkunft und Bedeutung
Der Name ist griechischer Herkunft und entstammt dem griechischen Verb 'νέομαι' (zurückkehren). Er bedeutet im Griechischen 'Rückkehrer' oder 'Heimkommer'.
Varianten sind Nestori (finnish) und Nestore (italienisch).

## Bekannte Namensträger
- Néstor Kirchner (1950–2010), argentinischer Politiker
- Nestor Machno (1888–1934), ukrainischer Anarchist
- Néstor Ortiz (* 1968), kolumbianischer Fußballspieler
- Néstor Pitana (* 1975), argentinischer Fußballschiedsrichter
- Nestor von Schlözer (1808–1899), kaiserlich russischer Konsul in Stettin